# Elżbieta Frąckowiak
Elżbieta Zofia Frąckowiak (ur. 17 listopada 1950 w Kiszewach) – polska naukowiec, profesor nauk chemicznych, specjalizująca się w chemicznych źródłach prądu i elektrochemii.

## Życiorys
W 1972 ukończyła studia na Wydziale Matematyki, Fizyki i Chemii Uniwersytetu im. Adama Mickiewicza w Poznaniu. W 1988 uzyskała stopień doktora nauk technicznych na Politechnice Poznańskiej na podstawie pracy zatytułowanej Wpływ poliglikoli etylenowych na własności elektrochemiczne elektrody cynkowej. Na tej samej uczelni habilitowała się w 2000 w oparciu o rozprawę Badanie elekrochemicznych właściwości materiałów węglowych w procesie insercji i sorpcji jonów. Tytuł profesora nauk chemicznych uzyskała w 2007. W 2013 została członkiem korespondentem Polskiej Akademii Nauk, od 2022 członek rzeczywisty PAN. Od 2015 była wiceprezesem tej instytucji. W 2022 została członkinią Academia Europaea.
Zawodowo związana z Politechniką Poznańską, gdzie pracuje w Instytucie Chemii i Elektrochemii Technicznej na Wydziale Technologii Chemicznej. Zajmuje się m.in. badaniami nad nowymi materiałami i kompozytami węglowymi celem ich wykorzystania w technologii stosowanej w superkondensatorach. Jest autorem ponad 300 publikacji naukowych.

## Odznaczenia i wyróżnienia
W 2011 została nagrodzona Nagrodą Fundacji na rzecz Nauki Polskiej w dziedzinie nauk chemicznych. W tym samym roku, za wybitne zasługi w pracy naukowo-badawczej, odznaczono ją Krzyżem Oficerskim Orderu Odrodzenia Polski. W 2023 uzyskała Nagrodę Ministra Edukacji i Nauki za całokształt dorobku naukowego od Ministra Edukacji i Nauki.